# Vater-Rhein-Brunnen
Der Vater-Rhein-Brunnen steht in München auf der Museumsinsel nördlich der Ludwigsbrücke. Er ist dem Flussgott Rhenus gewidmet.
Geschaffen wurde der Brunnen vom Münchner Bildhauer Adolf von Hildebrand (1847–1921), zu dessen Werk weitere bekannte Brunnen in München gehören, so etwa der Wittelsbacher Brunnen. Die Inschrift Argentorato, lateinisch für Straßburg, weist auf die Geschichte des Brunnens hin: Der Brunnen wurde von Hildebrand 1897 bis 1903 für Straßburg geschaffen und dort auf dem Broglieplatz vor dem Stadttheater aufgestellt. Stifter war der elsässische Notar Sigismund Reinhard, weshalb der Brunnen auch als Reinhardsbrunnen bezeichnet wurde.
Nach dem Einmarsch französischer Truppen in Straßburg am Ende des Ersten Weltkriegs 1918 wurde der Brunnen infolge der deutschfeindlichen Stimmung 1919 abgebaut. Erst 1929 kam die Bronzefigur im Austausch gegen ein anderes Bildwerk, die Brunnenfigur Meiselocker (Vogelhändler) des elsässischen Künstlers Ernst Weber, der 1912 eine Münchnerin geheiratet hatte und 1923 von Straßburg nach München umgezogen war, unter Vermittlung von Stadtbaurat Fritz Beblo nach München und wurde schließlich 1932 mit einigen Originalteilen, aber auch mit Nachbildungen verlorener Elemente wie den Putten an der heutigen Stelle neu errichtet. Die ursprüngliche Balustrade um den Beckenrand fehlt allerdings bis heute, so dass das Brunnenbecken frei zugänglich ist. Da damals die Rheinpfalz von München aus regiert wurde, ist die Stadt als Standort des Brunnens auch mit Bezug auf den Rhein vor dem Zweiten Weltkrieg nicht ungewöhnlich gewesen.
Die Freifläche um den Vater-Rhein-Brunnen ist ein regelmäßiger Veranstaltungsort beim Münchner Kulturstand und beim Isarinselfest im September. 

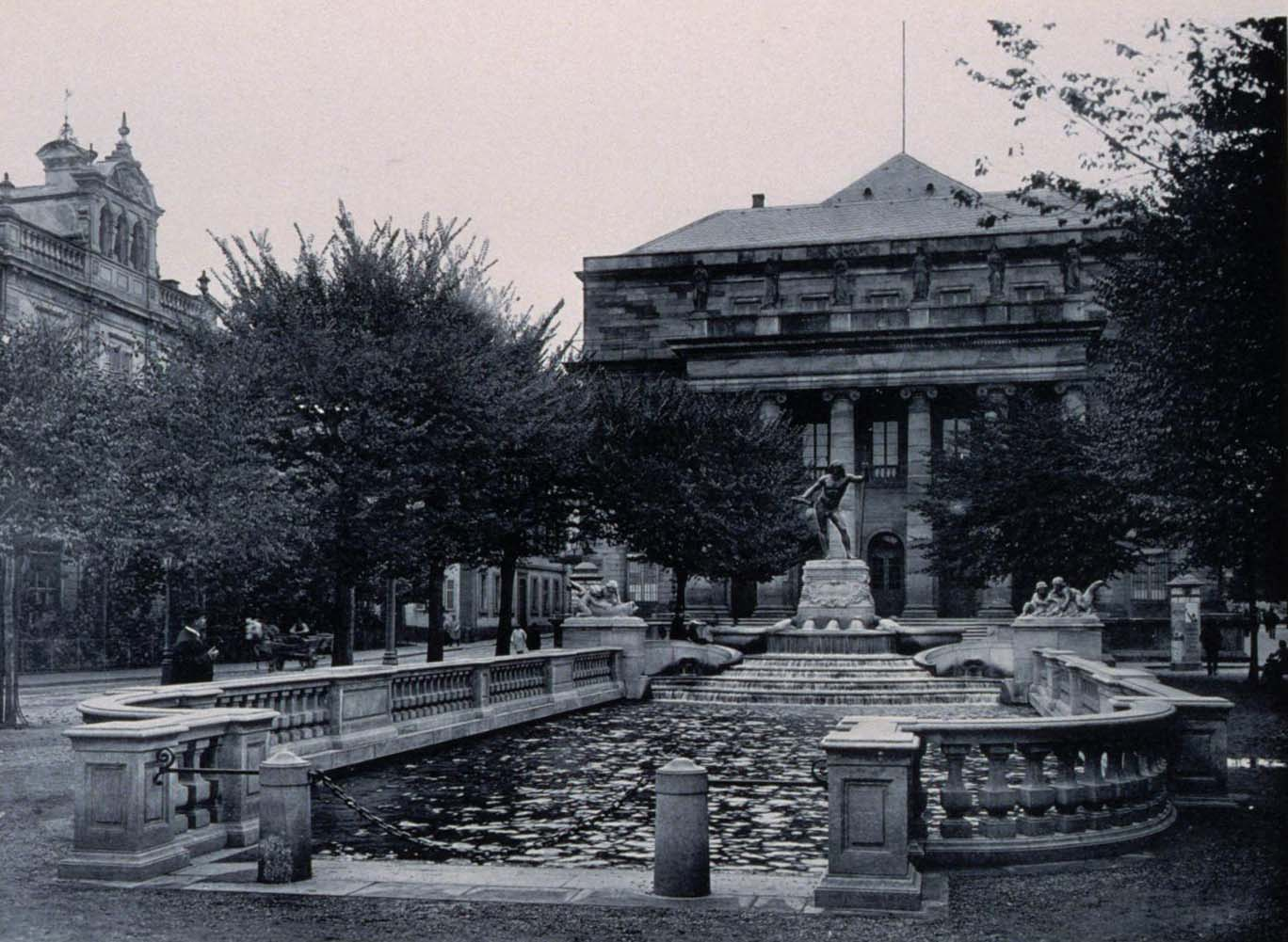
Der Brunnen auf dem Broglieplatz in Straßburg (vor 1918)
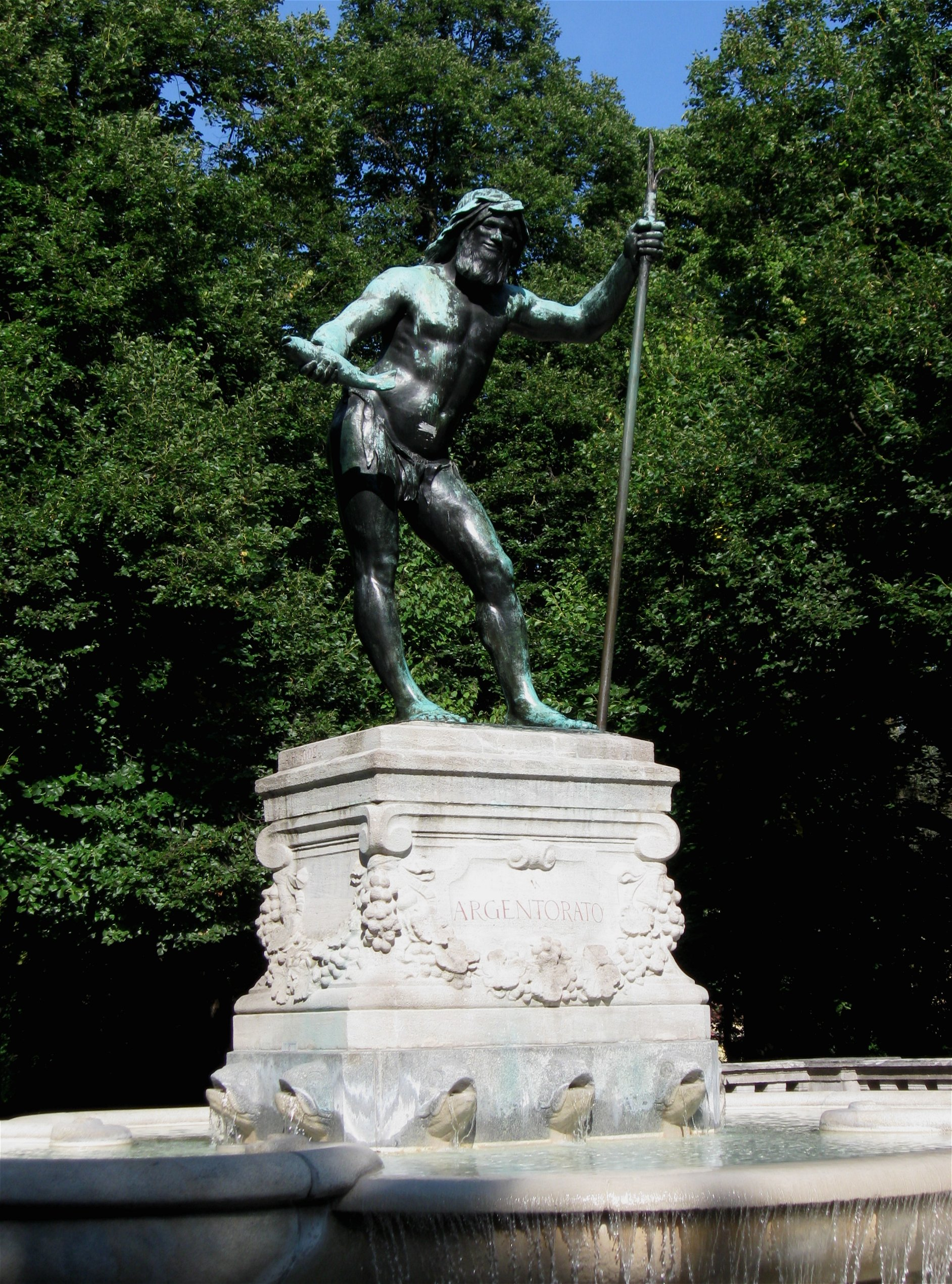
Vater-Rhein-Figur
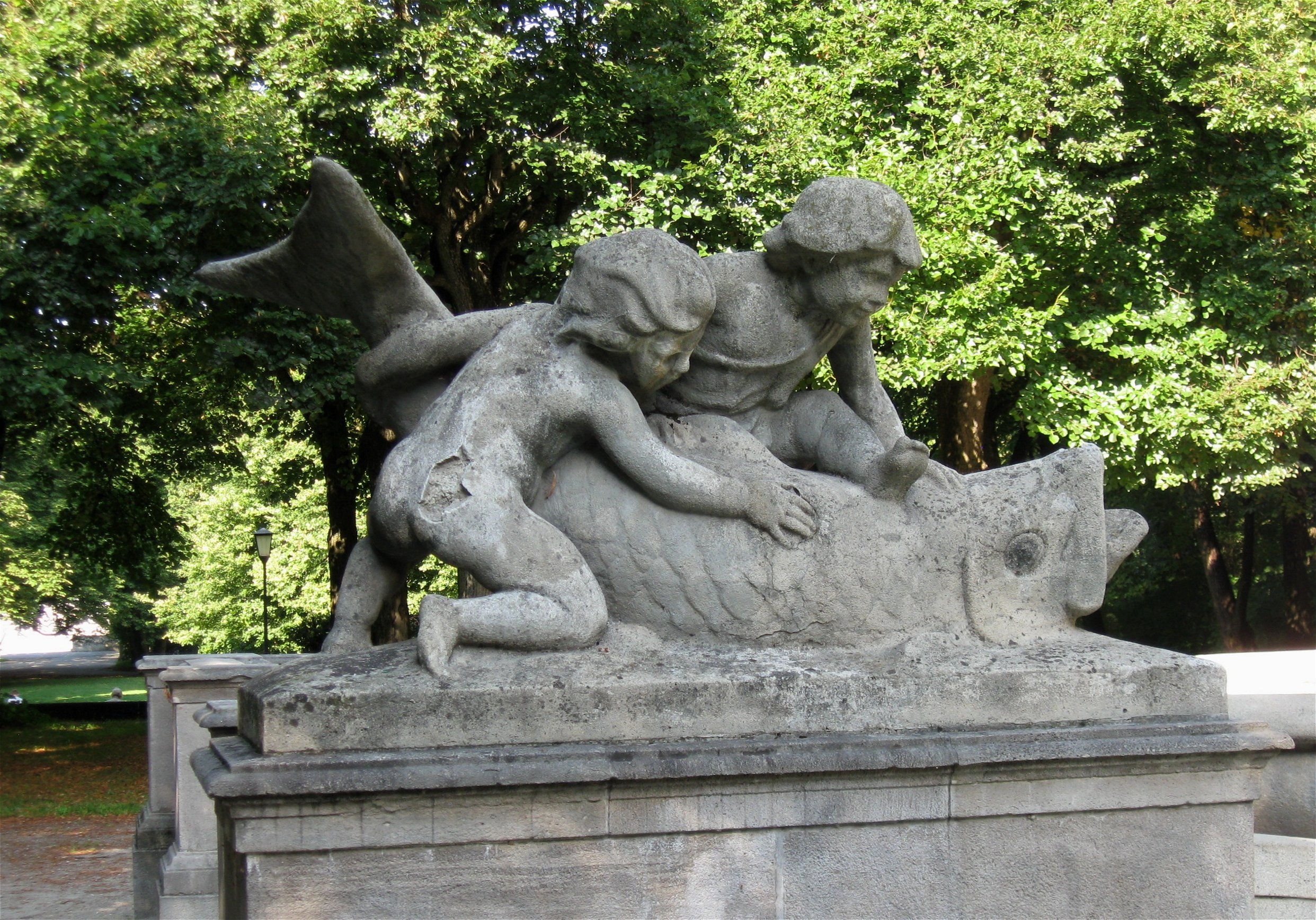
Puttengruppe mit Fisch
Puttengruppe mit Füllhorn

## Inschriften
„ARGENTORATO“

„GESTIFTET VON SIGISMUND REINHARD 1902“

„DIESER VATER RHEINBRUNNEN GESTIFTET VON NOTAR REINHARD IN STRASSBURG UND GESCHAFFEN VON DEM MÜNCHENER MEISTER ADOLF V. HILDEBRAND STAND AUF DEM BROGLIEPLATZ IN STRASSBURG SEIT 1903 UND WURDE NACH EINZUG DER FRANZOSEN 1918 ABGEBROCHEN“

„DAS WERK WURDE 1929 AUF ANREGUNG DES OBERBAUDIREKTORS BEBLO UND ANTRAG DES BÜRGERMEISTERS DR. KÜFNER GEGEN EIN VON DER STADT MÜNCHEN AN DIE STADT STRASSBURG GEGEBENES BILDWERK EINGETAUSCHT UND HIER 1932 AUFGESTELLT“